# Acronia alboplagiata
Acronia alboplagiata là một loài bọ cánh cứng trong họ Cerambycidae.